# Gruppo dei Pizs da Bravuogn

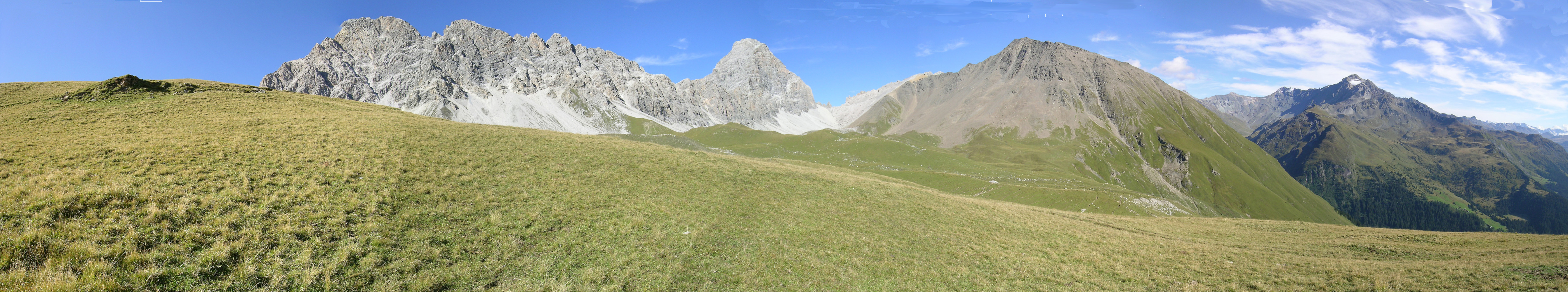
Panorama sui Pizs da Bravuogn. Si vedono: Piz Mitgel, Corn da Tinizong, Piz Ela e Pizza Grossa.

Il Gruppo dei Pizs da Bravuogn (in tedesco Bergüner Stöcken) è un gruppo montuoso che si trova nel Canton Grigioni. Fa parte delle Alpi dell'Albula nelle Alpi Retiche occidentali.
Il gruppo prende il nome da Bravuogn, comune della regione Albula.

## Classificazione
La SOIUSA vede il Gruppo dei Pizs da Bravuogn come un gruppo alpino e vi attribuisce la seguente classificazione:
- Grande parte = Alpi Orientali
- Grande settore = Alpi Centro-orientali
- Sezione = Alpi Retiche occidentali
- Sottosezione = Alpi dell'Albula
- Supergruppo = Catena Güglia-Err-Bravuogn
- Gruppo = Gruppo dei Pizs da Bravuogn
- Codice = II/A-15.II

## Delimitazioni
Il gruppo è delimitato dai seguenti comuni: Albula, Bergün Filisur e Surses.

## Montagne

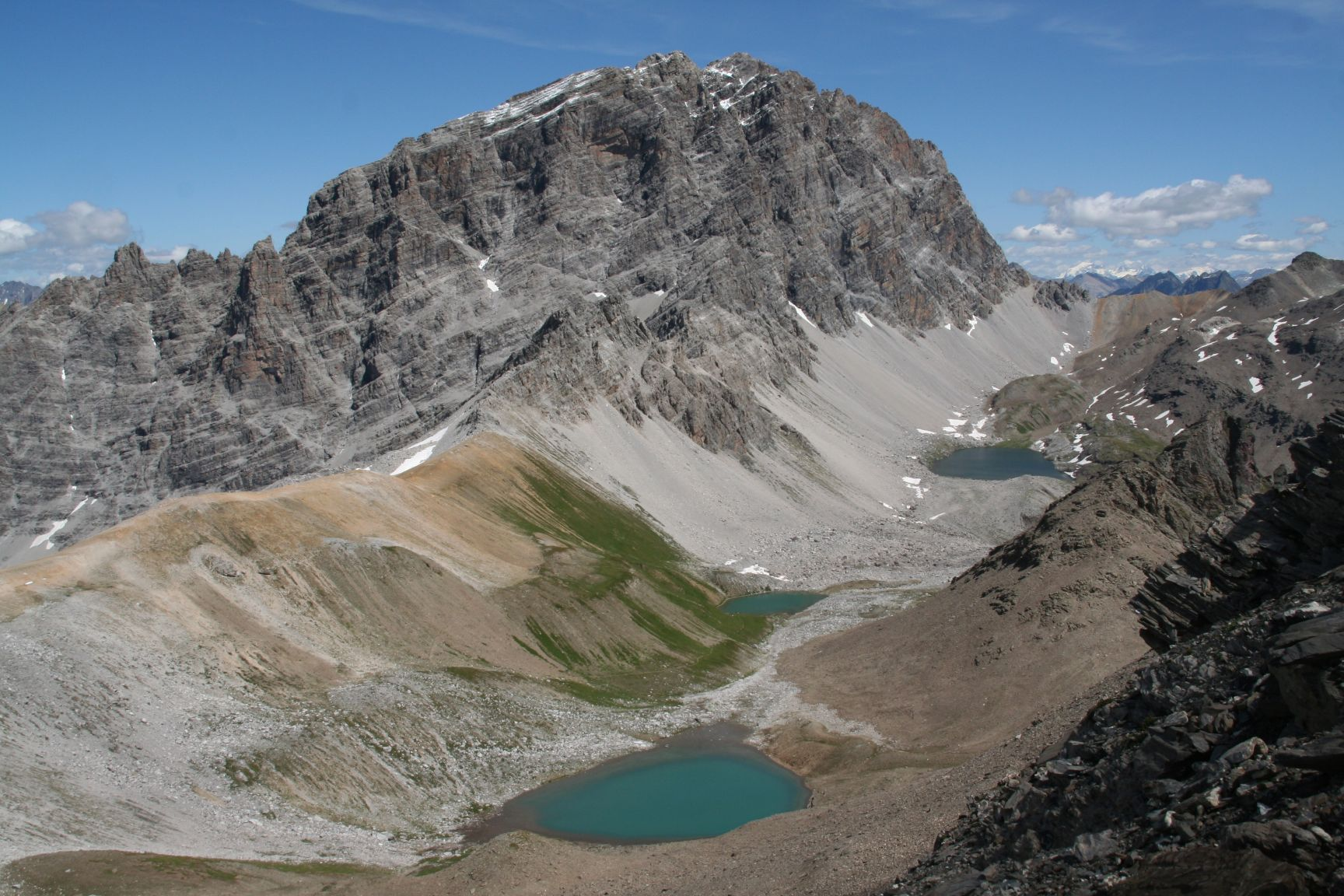
Il Piz Ela visto dalla Pizza Grossa.

Le montagne principali del gruppo sono:
- Piz Ela - 3.339 m
- Corn da Tinizong - 3.172 m
- Piz Mitgel - 3.158 m
- Piz d'Uglix - 2.967 m
- Pizza Grossa - 2.939 m
- Piz Spadlatscha - 2.871 m
- Piz Radond - 2.666 m
- Chavagl Grond - 2.443 m
- Motta Palousa - 2.144 m